# Ineta Radēviča

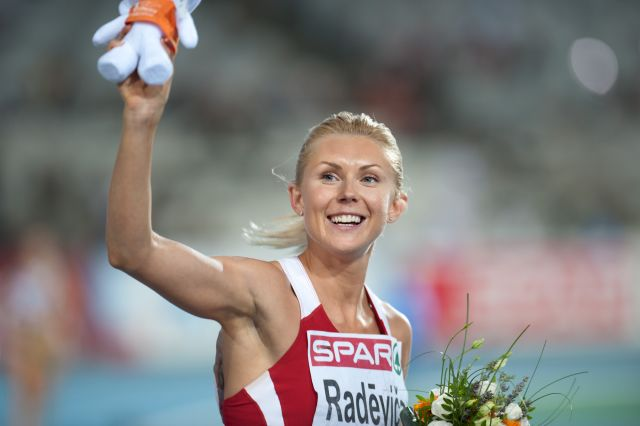
Ineta Radēviča nach ihrem Sieg bei den Europameisterschaften 2010

Ineta Radēviča (* 13. Juli 1981 in Krāslava, Lettische SSR, Sowjetunion) ist eine ehemalige lettische Leichtathletin, die vorwiegend im Weitsprung antrat. Sie war 2010 Europameisterin.

## Werdegang
Bei den Juniorenweltmeisterschaften 2000 in Santiago de Chile erreichte Radēviča im Weitsprung den Finalwettkampf und belegte den siebten Platz. Bei den Olympischen Spielen 2004 in Athen trat sie sowohl im Weitsprung als auch im Dreisprung an, scheiterte jedoch jeweils in der Qualifikation. 2005 wurde sie bei den Halleneuropameisterschaften in Madrid Fünfte mit einer Weite von 6,48 m. In Tallinn verbesserte sie am 19. Juni desselben Jahres ihre persönliche Bestleistung auf 6,80 m und qualifizierte sich damit für die Weltmeisterschaften in Helsinki, wo sie jedoch mit einer enttäuschenden Weite von 6,18 m erneut im Vorkampf ausschied. Bei den Hallenweltmeisterschaften 2006 in Moskau erreichte sie mit dem fünften Platz im Weitsprungfinale ihr bis dahin bestes internationales Resultat. Bei den Halleneuropameisterschaften 2007 in Birmingham wurde sie Achte, bei den Hallenweltmeisterschaften 2008 in Valencia Sechste.
Für die Olympischen Sommerspiele 2008 war sie nominiert, verzichtete jedoch kurzfristig auf die Teilnahme, da sie schwanger geworden war. Nach ihrer Rückkehr ins Wettkampfgeschehen 2010 erzielte sie ihren größten Erfolg mit dem Gewinn der Goldmedaille bei den Europameisterschaften in Barcelona. Dort siegte sie im Weitsprung mit lettischem Rekord mit 6,92 m vor der Portugiesin Naide Gomes, die die gleiche Weite erzielte.

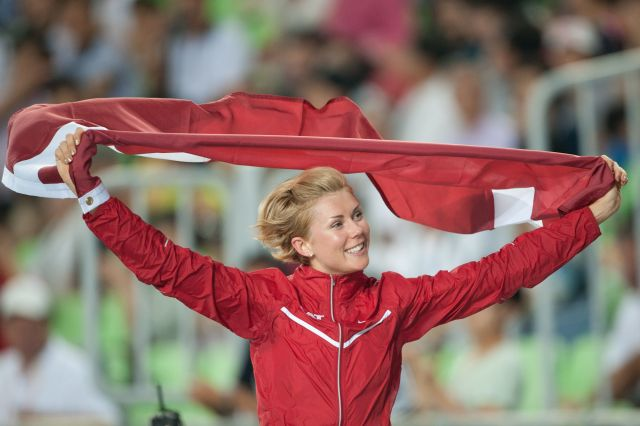
Ineta Radēviča bei den Weltmeisterschaften 2011

An den Weltmeisterschaften 2011 im südkoreanischen Daegu errang sie sich mit einer Weite von 6,76 m nach Disqualifikation der gedopten Russin Olga Kutscherenko die Silbermedaille. 2012 kam Radēviča bei den Europameisterschaften auf Platz sechs. Kurz danach wurde sie bei den Olympischen Spielen in London Vierte, nur einen Zentimeter hinter der Amerikanerin Janay DeLoach. Am Ende des Jahres, nachdem sie zum dritten Mal zur lettischen Sportlerin des Jahres gewählt worden war, trat sie zurück.
Seit 2017 war Radēviča Präsidentin des lettischen Leichtathletikverbandes.
Ineta Radēviča ist 1,78 m groß und wog zu Wettkampfzeiten 56 kg.

### Dopingsperre 2018
Im November 2018 wurde Radēviča provisorisch suspendiert, da in einer nachträglichen Probe von den Olympischen Spielen 2012 das verbotene Mittel Oxandrolon nachgewiesen wurde.
Ende November 2018 trat sie als Präsidentin des lettischen Leichtathletikverbandes zurück.
Von ihrem ersten Ehemann, dem Mittelstreckenläufer Viktors Lācis, wurde sie 2005 geschieden. In zweiter Ehe ist sie mit dem russischen Eishockeyspieler Pjotr Stschastliwy (* 1979) verheiratet.

## Persönliche Bestleistungen
- Weitsprung: 6,92 m, 28. Juli 2010, Barcelona
  - Halle: 6,67 m, 2. März 2007, Birmingham
- Dreisprung: 14,12 m, 21. August 2004, Athen
  - Halle: 13,89 m, 27. Januar 2010, Moskau